# الشيخ جراح (القدس)

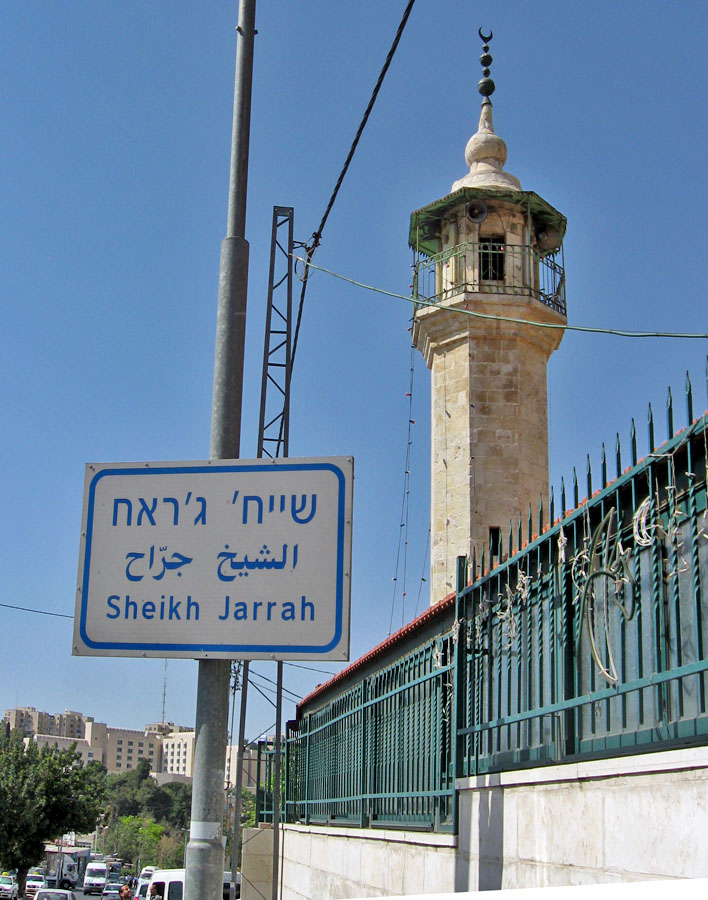
الشيخ جراح

الشيخ جراح هي قرية مقدسية - فلسطينية تتبع لمحافظة القدس وهي في الجانب الشرقي لمدينة القدس الذي وقع تحت الاحتلال الإسرائيلي في حرب 1967. وهي الآن من أحياء القدس الشرقية. أخذ حي الشيخ جراح بالقدس اسمه، من الأمير حسام الدين بن شرف الدين عيسى الجراحي، طبيب صلاح الدين الأيوبي، القائد الكردي المسلم، الذي تحول إلى رمز لأجيال عربية متعاقبة منذ نحو 900 عامًا، ويهدده مخطط إسرائيلي استيطاني أعلن عنهُ الآن، ويتضمن بناء 200 وحدة سكنية لإسكان مستوطنين يهود فيها، وسط هذا الحي العربي الواقع في القدس الشرقية المحتلة عام 1967م.
يقع حي الشيخ جراح في الجانب الشرقي من البلدة القديمة في مدينة القدس خارج السور، وقد أنشئ الحي في القدس عام 1956 بموجب اتفاقية وقعت بين وكالة غوث وتشغيل اللاجئين الفلسطينيين الأونروا والحكومة الأردنية، وفي حينه استوعب 28 عائلة فلسطينية هُجرت من أراضيها المحتلة عام 1948.

## نبذة تاريخية
نشأ حيّ الشيخ جرّاح ضمن الأحياء التي نمت خارج أسوار البلدة القديمة في القدس ونذكر من بين هذه الأحياء حي القطمون. وهو الحيّ الذي عاش ودفن فيه الشيخ حسام الدين الجرّاحي طبيب صلاح الدين الأيوبي قبل 900 عام تقريبًا. سكنت الحيّ عائلات فلسطينيّة معروفة مثل عائلة النشاشيبي وينحدر منه إسعاف النشاشيبي الأديب الفلسطينيّ الذي ما زال قصره ماثلًا هناك.

### تاريخ الاستيطان في الحيّ
في عام 1880 وصل للقدس اليهودي يوسف بن رحاميم قادمًا من أوروبا هاربًا من الاضطهاد الذي طال اليهود هناك سارع لنجدته المقدسيّ ابن حيّ الشيخ جرّاح عبد ربه خليل بن إبراهيم أجّر قطعة أرضه لليهودي لنجدته، بمعنى أن يهودياً يستأجّر الأرض ويدفع ثمن الإيجار سنويًّا على مدار 90 عامًا، ووفق القانون الشرعي يسمى هذا الاستئجار بالتحكير إذ يتيح تأجير اليهود الأرض ويمنع بيعها لليهود بموجب الأنظمة والقوانين العثمانيّة. سعت «إسرائيل» عام 1948 إلى احتلال الحيّ في موقعه الذي يربط بين شرقي القدس وغربها، ويعتبر نقطة رصد إستراتيجيّة مهمة لإسرائيل تشرف عليه الجامعة العبريّة الواقعة على جبل المشارف في القدس. لم تستطع إسرائيل احتلال الحيّ حتى عام 1967، أي بعد حرب النكسة. ومع منع اتصال الأحياء المقدسيّة وفصلها من خلال وحدات استيطانيّة، عام 1967 خلال توسع الاحتلال الصهيونيّ عانى الحي من استيطان اليهود في الحي، وتهجير بعض العائلات الفلسطينية وطردهم من منازلهم، حيث تعرض أهل الحي لفروض الاحتلال عليهم من قبل المستوطنين اليهود الموجودين في الحي ووضع كاميرات المراقبة، واحتجاز السكان فيما يشبه السجن، خاصة في المناسبات والأعياد اليهودية.
وفي عام 1956 أسكنت الأردن لاجئين فلسطينيين في الحيّ في منطقة كرم الجاعوني باتفاق مع الأونروا مقابل تنازلهم عن حقّهم كلاجئين وتملّكهم البيوت بعد ثلاث سنوات ولما لم يتم الأمر، حالت الحرب عام 1967 دون تسجيل هذه البيوت في الطابو الأردني. مع انتهاء فترة التحكير ظنّ الفلسطينيون أن بإمكانهم استعادة أرضهم ولكن في عام 1997 قبل انتهاء مدّة التحكير بقليل، ذهب الفلسطينيون في الشيخ جرّاح إلى المحاكم الإسرائيليّة مطالبين باستعادة الأراضي الوقفية مع انتهاء التحكير إلّا أن الالتماس قد رفض واستأنفت العائلات على القرار، ومنحت المحكمة في عام 2010 الأراضي لمستوطنين يهود، ومنذ عام 2008 جاءت جماعة استيطانية تدعى نحلات شمعون انترناشيونال تسعى لهدم الحيّ وإقامة مستوطنة كبيرة تفصل أحياء القدس العربيّة عن البلدة القديمة.

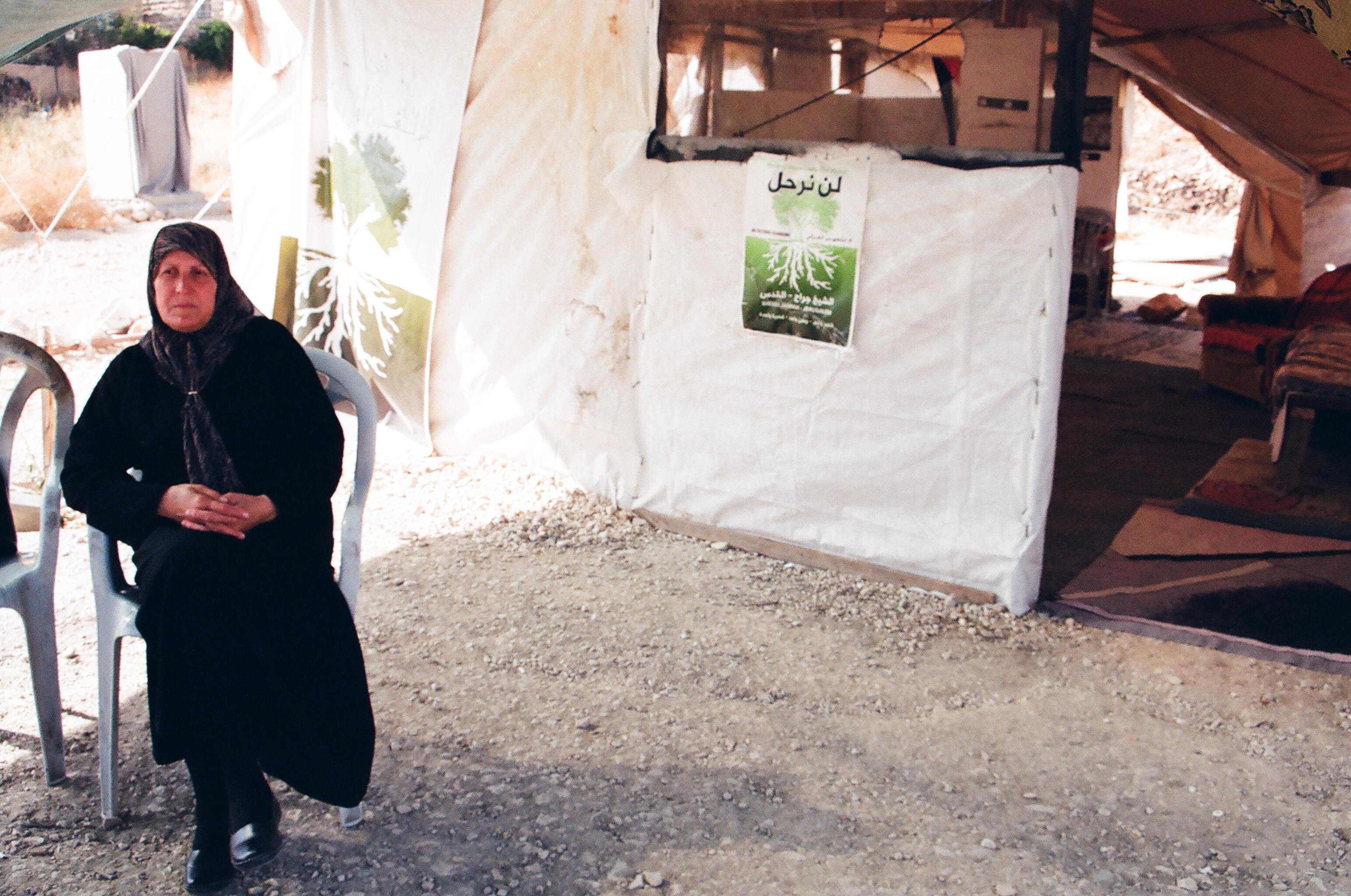
أم كامل الكرد، إحدى ضحايا الإخلاء، في خيمة الاحتجاج في الشيخ جراح 2009

في عام 1972 توجّهت جماعات استيطانية أشكانزيّة وسفارديّة لتسجيل أرض كرم الجاعوني في الشيخ جرّاح بدائرة مسجّل الأراضي الإسرائيليّة وقبلت المحاكم الإسرائيليّة الطلب المستند على أوراق مزوّرة،[بحاجة لمصدر] بالمقابل قدّم سليمان حجازي ثبوتات للمحاكم الإسرائيليّة بأن هذه الأرض ملكيّة لعائلتها قبل أن تقوم الحكومة الأردنية بتأجيرها للاجئين الفلسطينيين إلّا أن المحكمة الإسرائيلية رفضت الحجّة واعتبرت الاوراق مزوّرة. وفي عام 1983 خدع محامٍ يهودي أهالي الشيخ جرّاح حين رافع عنهم بقضية إخلاء عشرات العائلات وتبيّن بأنه اعترف بأحقّيّة المستوطنين في الحيّ وأصبح العرب سكّان الحي يعرّفون قانونيا ب«مستأجر محمي» يدفعون الإيجار للمستوطنين. كشف الفلسطينيون نوايا المحامي واعتبروا أن الاتفاق لاغٍ. ولكن نحجت الأذرع الاستيطانيّة والحكومية بتهجير ثلاث عائلات عام 2008 هجّرت عائلة الكرد وعام 2009 هجّرت عائلة غاوي وحنون وما زال الأهالي يناضلون حتّى اليوم بحيّ كرم الجاعوني ضدّ مخطّطات التهجير والاستيطان.
في عام 2021 شهدت مناطق عديدة في القدس الشرقية، صدامات شديدة، بين مُتظاهرين فلسطينيين من جهة، ومستوطنين يهود وقوات الشرطة الإسرائيلية، على خلفية قرارات قضائية إسرائيلية، بإخلاء بيوت من حي الشيخ جراح، من سكانها الفلسطينيين، لصالح جمعيات استيطانية إسرائيلية. وفيما يُدافع الأهالي عن ملكياتهم للعقارات التي ولدوا وترعرعوا فيها في حي الشيخ جراح، ويدعي مستوطنون يهود أنهم اشتروا تلك العقارات من جمعيات يهودية، كانت قد اشترت بدورها أراضي تلك العقارات منذ قرابة قرن، بحسب ما نشرته وسائل الإعلام الإسرائيلية. وبناءً على تطور الأحداث في الحي تطورت الأحداث إلى صدامات في كافة أنحاء الأراضي والمدن في البلاد مما أدى بدوره إلى رد المقاومة الفلسطينية في غزة على الاعتداء الإسرائيلي على سكان الحي والذي أدى بدوره إلى اندلاع الاشتباكات الإسرائيلية الفلسطينية 2021 .

## سبب التسمية
مما معروفٌ بأن أفضل الأبطال في الزمن القديم في تحرير القدس هو صلاح الدين الأيوبي، الذي حرر القدس من الفرنجة. كان للأيوبي طبيبًا يسمى الشّيخ حسام الدين الجراحي، الذي لُقِّب باسم الجرّاح، وعلى غرار ذلك سُمّي هذا الحي نسبةً له.
قال مجير الدين الحنبلي، عبد الرحمن بن محمد المقدسي العُمري (860-928هـ) في كتابه: «الأُنس الجليل في تاريخ القدس والجليل»، إنه رأى زاوية في القدس، باسم الزاوية الجراحية، وتقع بظاهر القدس، من جهة الشمال كما حددها، وأضاف: «ولها وقفٌ ووظائف مرتبة ونسبتها لواقفها الأمير حسام الدين الحسين بن شرف الدين عيسى الجراحي». وأضاف مجير الدين، أو الحنبلي، أن المذكور، هو أحد أمراء الملك صلاح الدين الأيوبي، محدداً، وأن هناك عدداً من المدفونين في جهتها القبلية، قد يكونون من جماعة الجراحي.

## عدد السكان والمساحة
تقدّر مساحة سكان الحي المقدسي الشيخ جراح بـ 808 دونمًا، ويقدر عدد سكانها بـ 2800 نسمة تقريبًا، والإدارة المستولية على الحي هي بلدية القدس الإسرائيلية.
لحي الشيخ جراح جزءان يمتازان بتفاوت اقتصادي ومحلي، حيث أن الجزء العلوي هو الأكثر ازدهارًا في القدس، وفيه الفنادق، والمطاعم، والمقاهي، ومكاتب القنصليات ومؤسسات المجتمع الدولي. أما الجزء السفلي من الحيّ الذي يأوي اللاجئين منذ الخمسينات، فيعاني من نقص في البنية التحتية فالشوارع بدون أرصفة، والبيوت في حالة مزرية. كما أن هذا الجزء من الشّيخ جرّاح يعيش في حالة من المواجهة الدائمة مع سلطات الاحتلال وجمعيات الاستيطان.
لم تقل قطع الأرض للبناء في الشيخ جرّاح عن 800م2 للبيت الواحد، ولم يزد علوّ البيوت عن طابقين، حتى أن مساحة البيوت لم تتعدى الـ 200م2 عن مساحة الأرض. أمّا باقي المساحة مُلئت بالجنائن المحيطة بالبيت، المزروعة بالورود والأشجار المثمرة، والمظهر الراقي هذا لا يتعدى وجود بوابة فاخرة عريضة للبيت والحديقة.
كما تميزت هذه البيوت بهندستها الرائعة وصالوناتها الفاخرة، وأيضًا الشبابيك المزخرفة ذات الطابع الشرقي، والأسطحة المزينة بالقرميد وبأشكال مختلفة مثل الشرفات المطلّة على البساتين والحي. لكن تحاول السلطات الإسرائيلية إحداث التغيير بالمظاهر الخلابة في الأحياء المقدسية وتدميرها، كما يجري في الجزء السفلي في الشيخ جراح.

## المؤسسات
يوجد في الجزء العلوي لحي الشيخ جراح عدة مؤسسات مهمة، منها: مقر مؤسسة دار الطفل العربي، قصر دار إسعاف النشاشيبي. ويقع في الحيّ في القسم العلوي قصر المفتي هو قصر المفتي، أو ما يعرف بفندق شبرد، يعدّ الحاج أمين الحسيني أبرز شخصيات القدس في القرن العشرين.
ويوجد أيضًا فنادق، مساجد ومراكز طبية، وملعب؛ من بينها: مسجد الشيخ جراح، فندق الكولونية الأمريكية (The American Colony)، مركز الحياة الطبي (مؤوحيدت)، وملعب الشيخ جراح ويوجد عدد من القنصليات المتواجدة في القدس من بينها القنصلية البريطانية والإيطالية والتركية.

## شخصيات من الحيّ
منى الكرد صحافية وناشطة فلسطينيّة عرفت بنضالها ضدّ التهجير في حيّ الشيخ جرّاح، تعيش العائلة في قسم من المنزل بينما يحتلّ المستوطنون الجزء الآخر من المنزل منذ عام 2009.محمد الكرد كاتب فلسطيني وناشط ضدّ تهجير حيّ الشيخ جرّاح، التحق بكلية سافانا الأمريكيّة للفنون والتصميم، ثمّ التحقّ بكلية الكتابة الإبداعية لنيل شهادة بالدراسات العُليا، وهناك برز الكرد بموهبته في الكتابة باللغة الإنجليزيّة استضافته عدّة وسائل إعلام أمريكيّة على رأسها سي إن إن، وتمكّن الكرد من طرح سرديته عن القضية الفلسطينيّة متحديًا بذلك الرواية الرسمية السائدة في الإعلام الأمريكي، كما عمل الكرد على إصدار مجلة مصورة وإنتاجات أدبية متنوّعة. واشتهر الشقيقان التؤام بتوثيق أحداث الشيخ الجرّاح والمواجهات مع قوّات الاحتلال والمستوطنين في الحيّ منذ الصغر، ومؤخّرًا برزت منى بقدرتها على نقل صور الاستيطان في الحيّ من خلال وسائل التواصل الاجتماعيّ، بينما برز محمد برّده على مزاعم الاحتلال، وبثّ السرديّة باللغة الإنجليزيّة على وسائل إعلامية عالمية.